# Wallininkatu
Wallininkatu est une rue du quartier de Kallio à Helsinki en Finlande.

## Présentation
Longue d'environ 500 mètres, Wallininkatu part d'Ensi linja et se dirige vers le nord.
La rue monte sur une colline escarpée vers l'intersection de Wallininkuja, où elle opere un virage et traverse le pont d'Helsinginkatu et continue jusqu'à l'intersection de Sturenkatu.
Le long de la rue se trouvent le parc Tauno Palo et certaines des dernières maisons en bois du quartier de Kallio.

## Lieux et monuments
- Parc Tauno Palo
- Kuntatalo (fi)
- Rochers de Josafat (fi)

## Galerie

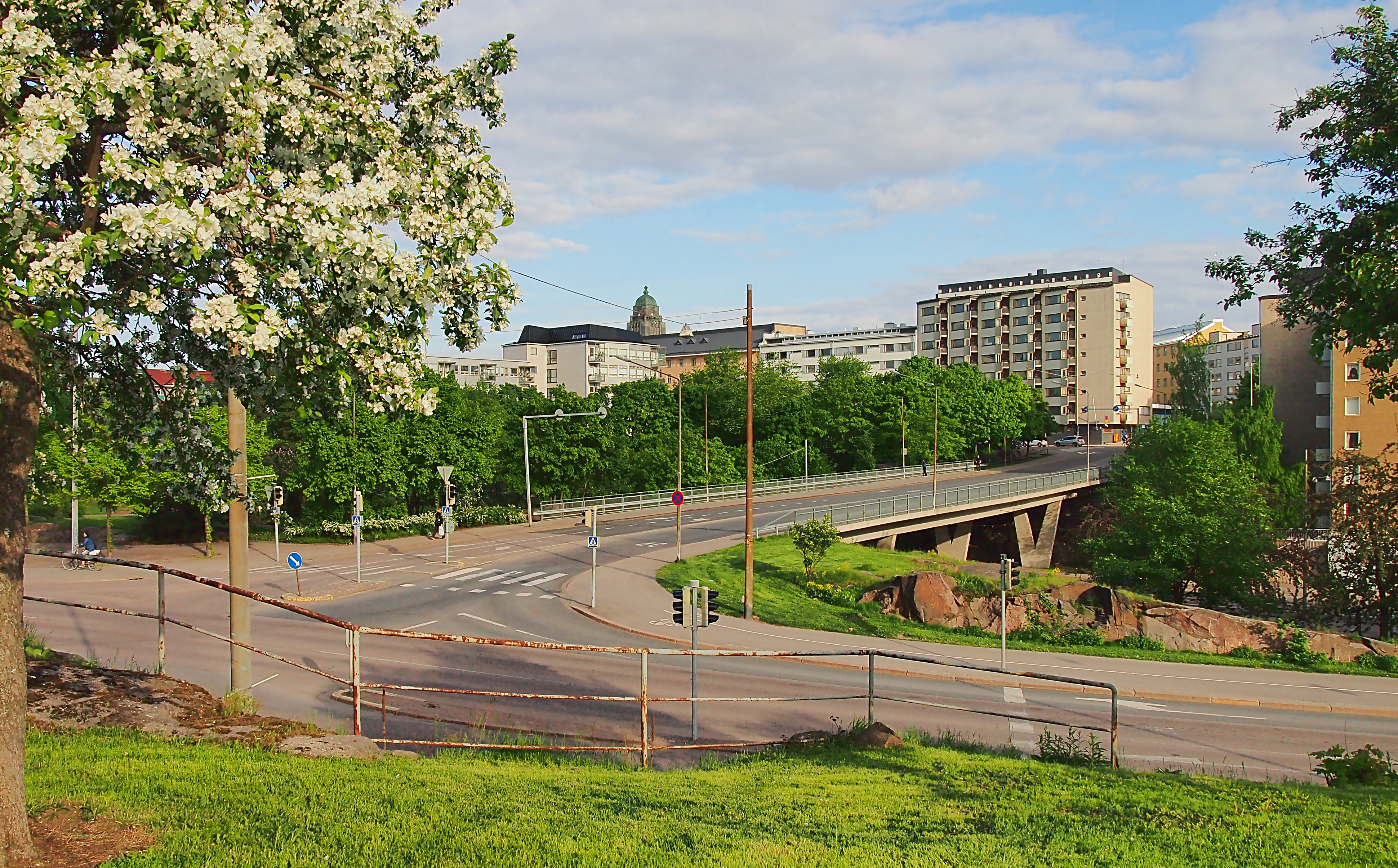
Croisement de Sturenkatu et Wallininkatu
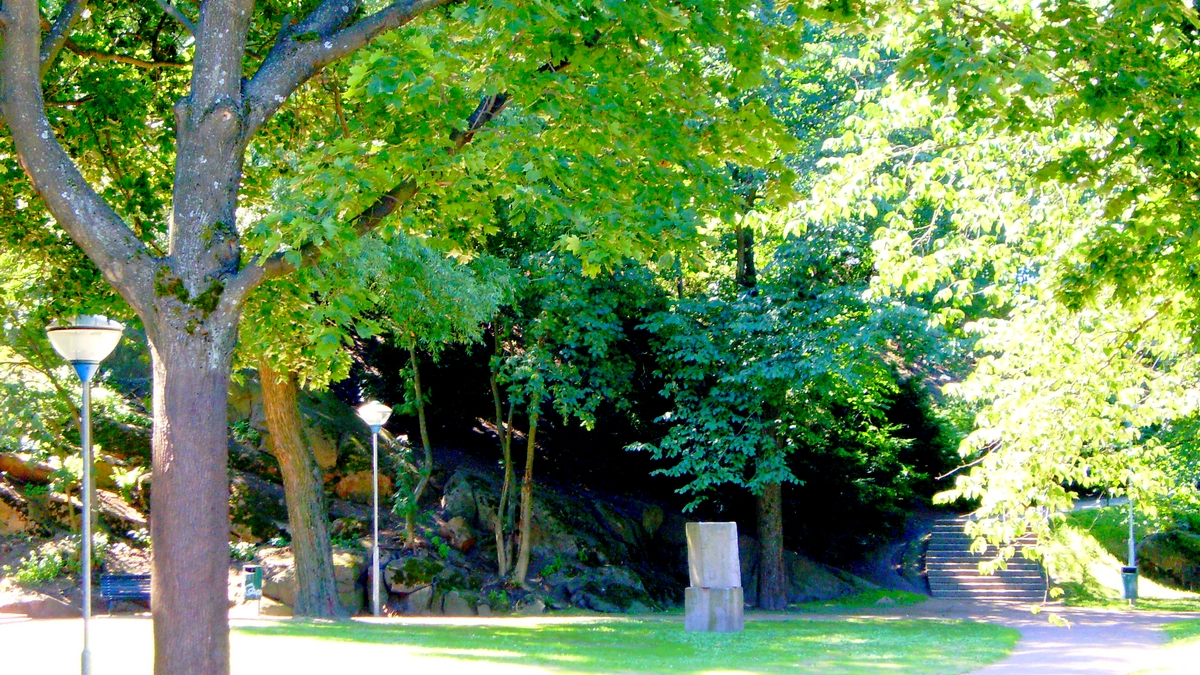
Parc Tauno Palo.
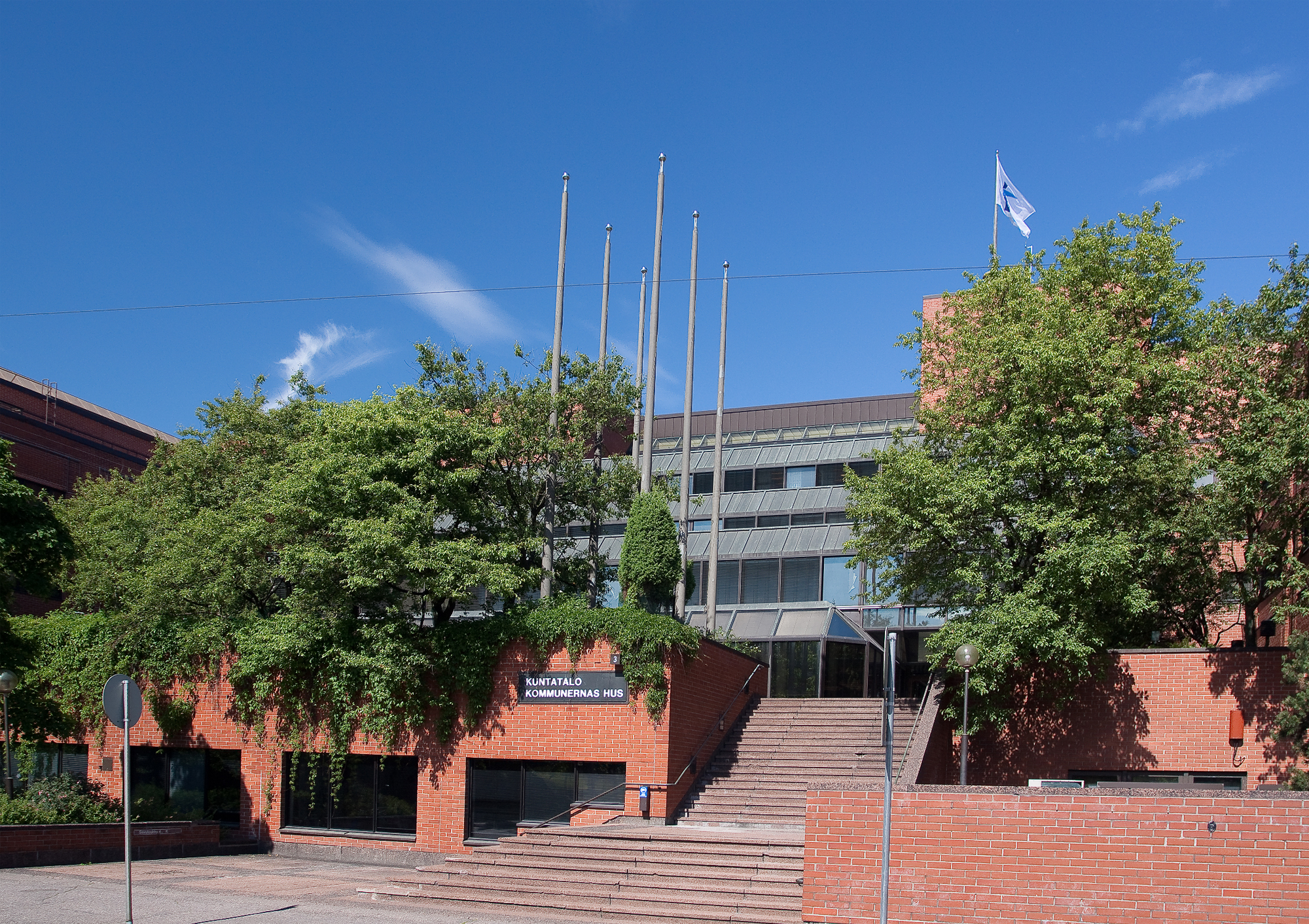
Association des municipalités finlandaises